# Квартирный вопрос (телепередача)
«Квартирный вопрос» — телепередача о ремонте, выходящая на телеканале НТВ со 2 мая 2001 года. В ходе программы команда «Квартирного вопроса» вместе с известными дизайнерами, декораторами и архитекторами устраивает превращения обычных комнат в стильные и удобные.
Дизайнер имеет полную свободу творческого самовыражения. Зрители видят весь процесс создания интерьера, а хозяева — только результат, и их эмоциональная реакция — это кульминация всей программы.
В программе принимали участие такие дизайнеры как Виктория Кручинина, Ольга Тимянская, Вероника Блумгрен, Диана Балашова и Дмитрий Алексеев.

## История
Проект был придуман и запущен при непосредственном участии тогдашнего генерального продюсера НТВ Александра Левина. Ведущей должна была стать супруга Евгения Киселёва Мария Шахова, соавтор идеи передачи. В марте 2001 года был отснят пилотный выпуск. Шеф-редактором была Наталья Мальцева. После смены собственника НТВ Шахова, Киселёв и Левин перешли на ТВ-6 и занялись разработкой передачи «Дачники». Впоследствии Мальцева стала первой ведущей программы.
До появления программы «Дачный ответ» в 2008 году в «Квартирном вопросе» проводилась переделка не только в квартирах, но и на даче.
В 2019 году непродолжительное время Сталик Ханкишиев периодически появлялся в программе «Квартирный вопрос» и готовил блюда по аналогии с рубрикой «Казан-мангал», выходившей в рамках программы «Дачный ответ» с 2009 по 2019 год.
В 2021 году программа «Квартирный вопрос» отметила своё 20-летие и впервые за всю историю программы переделка комнат вышла за пределы Москвы. В честь юбилея организаторы шоу расширили географию приёма заявок на участие: принять участие могли не только жители Москвы и её городов-спутников, но и жители других крупных российских городов, в частности, Ярославля, Нижнего Новгорода, Кирова, Ростова-на-Дону и Екатеринбурга.

## Журнал
Журнал «Квартирный ответ на квартирный вопрос» был создан по материалам передачи НТВ «Квартирный вопрос». Издавался с 2004 г. до октября 2007 г. ООО «Квартирный ответ», далее Издательским домом «Салон-Пресс» по 2013 год. Наталья Мальцева — ведущая передачи «Квартирный вопрос» — являлась «лицом» журнала «Квартирный ответ», а также руководителем проекта. В журнале подробно рассматривались проекты, воплощённые в телепередачах, а также давалась дополнительная информация о квартирном ремонте и дизайне.

## Ведущие
До 1 сентября 2012 года не было замены ведущего. Многие из нижеперечисленных ведущих также в своё время вели программу «Дачный ответ».

### Текущие
- Татьяна Грамон — третья ведущая, с 8 февраля 2014 года (с перерывами).
- Оксана Козырева — четвёртая ведущая, с 26 марта 2016 года по 24 июня 2017 года и с 7 июля 2018 по настоящее время. С 21 февраля по 30 мая 2015 года была временной ведущей. С 2021 года чередуется с Ильёй Западенцем.
- Илья Западенец — шестой ведущий, с 13 марта 2021 года, чередуется с Оксаной Козыревой, а с 2022 года чередуется с Викторией Паниной. Ранее работал корреспондентом в программе «Мальцева», работал редактором на различных федеральных телеканалах.
- Виктория Панина — седьмая ведущая, с 24 сентября 2022 года. Впервые появилась в роли ведущей программы «Дачный ответ» в выпуске от 17 июля 2022 года взамен ушедшего с НТВ Андрея Довгопола. С декабря 2012 года ведёт «Жилищную лотерею», в настоящее время выходящую в рамках лотерейного шоу «У нас выигрывают!»[15].

### Бывшие
- Наталья Мальцева — первая ведущая, со 2 мая 2001 по 15 ноября 2014 года. В выпусках от 6 декабря 2014 и от 31 января 2015, будучи бывшей ведущей, провела только первую часть выпуска, а вторую часть провела Татьяна Грамон. С 2018 по 2020 год вела программу «Мальцева», выходившую по будням утром.
- Ольга Шульга — вторая ведущая, с 1 сентября 2012 года по 30 августа 2014 года. С 2012 по 2014 год вела под фамилией Шульга во избежание путаницы с первой ведущей Натальей Мальцевой. В 2017 году вела программу под фамилией Мальцева, а в выпуске от 12 сентября 2020 года[16] — под фамилией Миндель. Также в 2021 году вела программу «Большая переделка» на телеканале «Россия-1»➤. В настоящее время ведёт программу «Большие перемены» под фамилией Миндель вместе с Евгением Рыбовым.
- Андрей Довгопол — пятый ведущий, провёл два выпуска от 28 марта 2020 года и от 18 июня 2022 года, снятый в Ростове-на-Дону. С ноября 2012 года по апрель 2022 года вёл программу «Дачный ответ». В апреле 2022 года на фоне вторжения России в Украину уволился с НТВ и покинул Россию, прекратив сотрудничество с телеканалом[17].

### Дикторский голос
- Наталья Мальцева — 2001—2010, 2012, 2013
- Наталья Гребнева — с 2011 года (только в рубриках, 2013—2014 — во всей программе с участием одной из ведущих)
- Екатерина Семёнова — 2008—2009
- Ольга Прохорова — 2009—2013. С сентября 2009 года также вела программу «Дачный ответ», чередуясь с Дарьей Субботиной.
- Ольга Шульга — 2012—2014
- Татьяна Грамон — 2013, и с 2014 года

## Время выхода в эфир
- Со 2 мая 2001 по 7 сентября 2002 года программа выходила по субботам в 11:20/11:25. Премьерный эфир при этом прошёл в среду (выходной день после 1 мая) днём[18].
- С 14 сентября 2002 по 28 августа 2004 года программа выходила по субботам в 10:55/11:00/11:05.
- С 4 сентября 2004 года программа выходит по субботам, ранее в 11:55, сейчас в 12:00.

## Повторы
- На украинском телевидении программа «Квартирный вопрос» выходила на разных телеканалах, в частности, с 2005 по 2013 год программа выходила в эфир на ICTV.
- С 24 октября 2016 года на телеканале «НТВ Стиль» идут повторы выпусков программы «Квартирный вопрос» с 2001 года по настоящее время (со 2 сентября 2019 года по понедельникам), однако упоминания названий брендов-спонсоров программы вырезаются. На том же телеканале идут повторы программы «Дачный ответ» (с 7 сентября 2019 года по субботам).

## Критика
В марте 2004 года в эфире НТВ прошёл специальный выпуск программы под названием «Квартирный ответ», подготовленный к празднику Международный женский день. Выпуск программы отличался тем, что ремонт должны были делать не профессиональные рабочие и дизайнеры, а хозяева квартир, разбившиеся на две команды — «Отчаянные дрели» и «Задорные молотки». Их работу оценивало приглашённое в студию жюри. Планировалось проводить выпуски «Квартирного ответа» и в дальнейшем, но этого не произошло. Причинами закрытия послужили отсутствие высокого рейтинга, низкая оценка программы и высокие затраты на программу. Обозреватель газеты «Культура» Сергей Фомин заметил, что «программа, имевшая дотоле собственные творческие наработки, вдруг решила превратиться в КВН, причём тот, в который играли его зачинатели сорок лет назад [в 1964 году]».
В 2006 году политический аналитик Евгений Киселёв отмечал коммерческую успешность программы: «…И рейтинг стабильно высок, и рекламные доходы, и спонсорские деньги в избытке». В 2011 году журнал Branded также отмечал успех «Квартирного вопроса» у телезрителей и рекламодателей. На конец 2010 года, по данным TNS Russia, «Квартирный вопрос» занимал верхние строчки телевизионных рейтингов (3,44 % от всей аудитории старше 18 лет и 5,45 % женской аудитории в возрасте 24—45 лет), оставаясь стабильно привлекательным для спонсорской рекламы. В числе основных спонсоров передачи были такие бренды, как Thomas, BOSCH, Samura, Veka, Knauf, Henkel и Dulux.
В выпуске программы «Большая разница» от 7 марта 2011 года была представлена пародия на «Квартирный вопрос», после которой Наталья Мальцева призналась, что участники передачи не всегда довольны произведённым ремонтом, но из вежливости не говорят об этом вслух. Тем не менее, в выпуске от 22 октября 2016 года случился скандал — участник передачи Евгений Качалов, недовольный ремонтом спальни, в резкой форме выразил претензии ведущей программы, заявив: «Это офис… Это не спальня, господа, извините. Это вообще не то, что мы хотели». Газета «Деловой Петербург» отметила, что большинство комментаторов видеосюжета, опубликованного на сервисе YouTube, поддержали Качалова в его претензиях к дизайнеру. До этого, в 2007 году разгорелся скандал, случившийся с ремонтом кухни у советской актрисы Ирины Муравьёвой, широко известной по роли Людмилы из фильма «Москва слезам не верит» — результатом переделки кухни актриса оказалась крайне недовольна. Выпуск программы с участием Ирины Муравьёвой вышел в эфир 27 января 2007 года. «Мама родная, что это такое?» — с таким вопросом супруги переступили порог кухни. По мнению актрисы, ремонт визуально уменьшил пространство, и большинство зрителей выпуска разделили недовольство Муравьёвой. «Мне здесь страшно находиться», — таков был вердикт Ирины Муравьёвой, которая назвала свою обновлённую столовую «ужасной пещерой».

## Похожие передачи
- С 16 марта по 15 июня 2003 года на ТВС выходила соревновательная программа об обустройстве жилья «Большой ремонт» с ведущим Антоном Комоловым (по воскресеньям утром). Показ финального выпуска 22 июня 2003 года не состоялся из-за закрытия канала.
- С 30 ноября 2003 по 30 декабря 2017 года на ТНТ выходила передача «Школа ремонта» с ведущими — прорабом Сан Санычем, Элей и Вахтангом Беридзе.
- С 12 октября 2008 года по воскресеньям на НТВ выходит спин-офф программы «Квартирный вопрос» под названием «Дачный ответ». Принципиальным отличием от «Квартирного вопроса» является то, что переделка проводится только на дачных участках, расположенных не далее 50 км от МКАД. Передачу «Дачный ответ» в разное время вели Дарья Субботина, Ольга Прохорова, Андрей Довгопол, Татьяна Грамон. В настоящее время передачу «Дачный ответ» ведут Оксана Козырева, Илья Западенец и Виктория Панина, равно как и в «Квартирном вопросе». Производством программы «Дачный ответ» в настоящее время занимается ООО «Телецех».
- С 18 февраля 2012 по 27 сентября 2014 года на РЕН ТВ выходила передача «Чистая работа» с ведущими Егором Пироговым и Тиной Налединой.
- С 26 марта 2016 по 16 декабря 2017 года на том же РЕН ТВ транслировалась другая передача под названием «Ремонт по-честному» с ведущими — дизайнером Ильёй Рыковым и прорабом Алексеем Самсоновым, позже с Денисом Светличным, однако в этой передаче рассказывалось не только об обновлении квартиры, но и обо всём, что связано с ремонтом в квартире и как не дать себя обмануть, как и на чём строители обманывают заказчиков[28].
- С 27 апреля 2013 по 30 ноября 2019 года на «Первом канале» выходила передача «Идеальный ремонт». Одним из отличий от «Квартирного вопроса» являлось то, что в программе «Идеальный ремонт» принимали участие только знаменитости и ведущие программ «Первого канала». В настоящее время повторы программы «Идеальный ремонт» выходят на телеканале «Бобёр», принадлежащий дочернему предприятию «Первого канала» «Первый канал. Всемирная сеть».
- С 5 сентября 2015 по 14 декабря 2017 года на канале «Disney» выходила передача «Это моя комната» с ведущей Ольгой Шелест. В отличие от многих передач о ремонте, в передаче «Это моя комната» проводилась переделка только детских комнат и создание интерьеров по мотивам анимационных и художественных фильмов Disney. Также в переделке детской комнаты принимали участие дети.
- С 29 февраля по 16 мая 2020 года по субботам на ТНТ выходило реалити-шоу «Народный ремонт». Основным отличием от многих передач о ремонте в доме является наличие соревновательной составляющей: в процессе проведения активно участвовали 12 молодых дизайнеров из России, у каждого из них были свои личные проекты. В шоу было всего три команды, в каждой из которых по 4 человека. Главный приз финалиста — 1 000 000 рублей[29].
- С 11 июля 2020 по 2 октября 2021 года по субботам на том же ТНТ выходило реалити-шоу «Битва дизайнеров». Основным отличием от многих передач о ремонте в доме является наличие соревновательной составляющей наподобие других реалити-шоу, как и в случае с передачей «Народный ремонт», которая ранее выходила на том же канале.
- С 2020 года по воскресеньям на белорусском телеканале НТВ-Беларусь выходит передача «Квартирный вопрос.by»[30].
- С 17 января по 19 декабря 2021 года по воскресеньям на телеканале «Россия-1» выходила передача «Большая переделка» с бывшей ведущей программы «Квартирный вопрос» Ольгой Миндель и закадровым голосом её первой ведущей Натальи Мальцевой. Формат передачи «Большая переделка» предполагал не только переделку интерьера, но и наведение порядка в квартире. Производством программы «Большая переделка» занималась та же компания, которая сейчас производит программы «Квартирный вопрос» и «Дачный ответ».
- С 28 августа 2022 года по воскресеньям на том же телеканале «Россия-1» выходит другая программа под названием «Большие перемены» с ведущими Ольгой Миндель и Евгением Рыбовым. Производством программы «Большие перемены» занимается другая компания — ООО «Арт Медиа Групп».

## Пародии
- Передача «Квартирный вопрос» была дважды спародирована в программе «Большая разница» на Первом канале: первая пародия была показана в выпуске от 10 октября 2008 года и вторая пародия в выпуске от 7 марта 2011 года. В обоих случаях Наталья Мальцева была гостьей в студии программы «Большая разница».